# 氷川台 (東久留米市)
氷川台（ひかわだい）は、東京都東久留米市の町域 。

現行行政地名は　氷川台一丁目から氷川台二丁目。

郵便番号は203-0004。

## 地理
東久留米市の北東部。
街区北側境界が東京都埼玉県県境。
街区南西側に西武池袋線。街区南部境界に黒目川が存在する。
東から時計回りに、東久留米市金山町、東久留米市大門町、東久留米市東本町、東久留米市小山、新座市新堀、に隣接する。

### 河川
- 黒目川

## 特色
氷川台自治会は、コミュニティバスの運行や「子育てサロン」「認知症カフェ」などに取り組んでいることから、自治会による地域活性化の先進事例として、公益財団法人あしたの日本を創る協会から、平成30年度「あしたのまち・くらしづくり活動賞」の最高賞である内閣総理大臣賞を受賞した。

## 小・中学校の学区
市立小・中学校に通う場合、学区は以下の通りとなる。

2025年4月現在
| 丁目   | 番地 | 小学校     | 変更承認区域 |
| ------ | ---- | ---------- | ------------ |
| 一丁目 | 全域 | 第六小学校 |              |
| 二丁目 | 全域 | 第六小学校 |              |
| 三丁目 | 全域 | 第六小学校 |              |
| 四丁目 | 全域 | 第六小学校 |              |
| 五丁目 | 全域 | 第六小学校 |              |
| 六丁目 | 全域 | 第六小学校 |              |

| 丁目   | 番地 | 中学校   | 変更承認区域 |
| ------ | ---- | -------- | ------------ |
| 一丁目 | 全域 | 東中学校 |              |
| 二丁目 | 全域 | 東中学校 |              |
| 三丁目 | 全域 | 東中学校 |              |
| 四丁目 | 全域 | 東中学校 |              |
| 五丁目 | 全域 | 東中学校 |              |
| 六丁目 | 全域 | 東中学校 |              |

## 交通

### 鉄道
| 近隣の街区の駅                 |
| ------------------------------ |
| 西武池袋線 - 東久留米駅(SI 14) |

### バス
西武バス 新座営業所

…が周辺の路線を運行している。

### 道路
- 東京都道・埼玉県道24号練馬所沢線
- 氷川台通り

## 施設

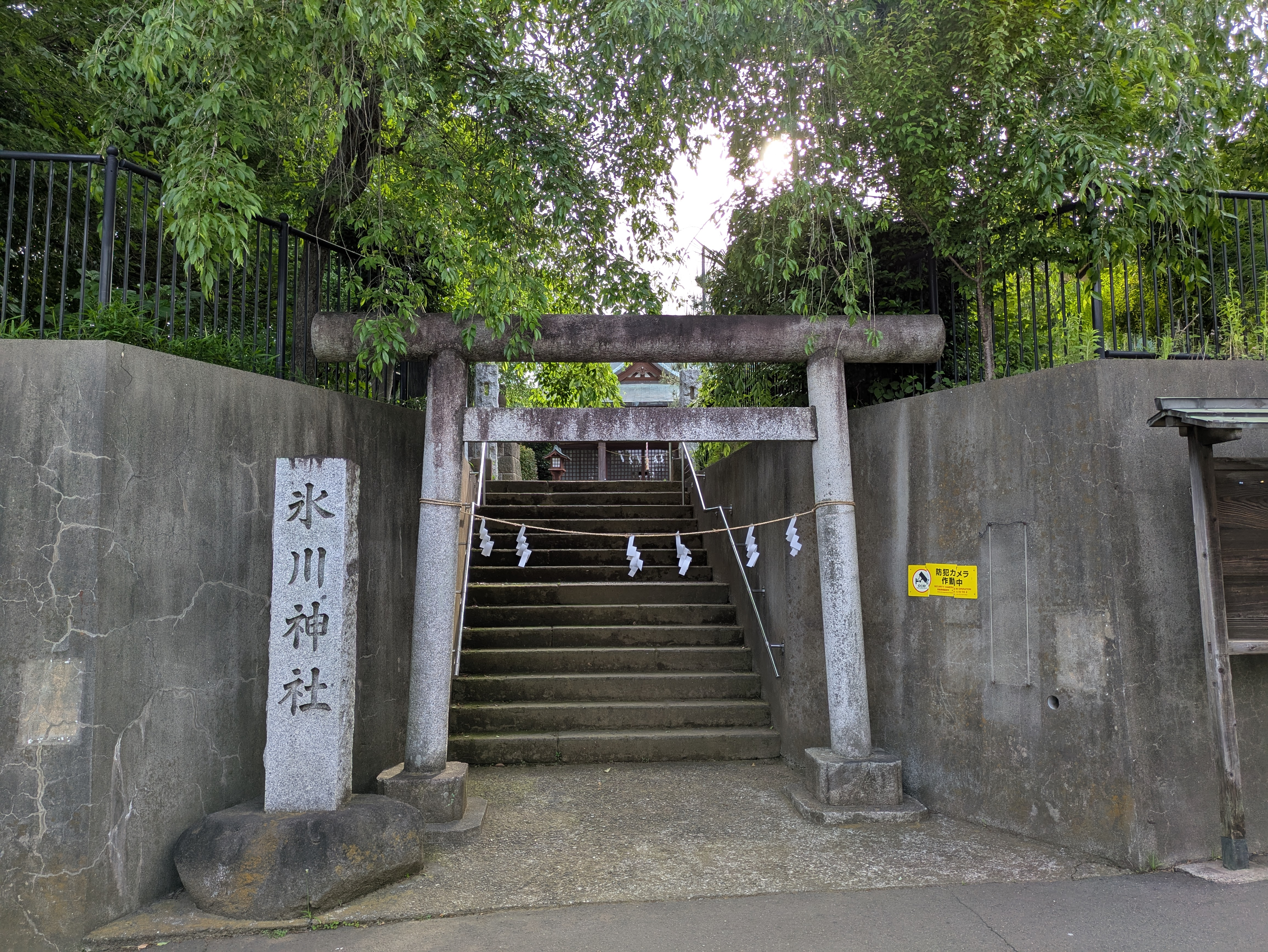
氷川神社

### 氷川台一丁目
- 東京学芸大学附属特別支援学校
- 氷川神社